# Günther Senftleben
Günther Senftleben (* 4. März 1925 in Büdingen; † 12. Oktober 1982 in Vaterstetten) war ein deutscher Kameramann.

## Leben
Senftleben erhielt eine fotografische Ausbildung und arbeitete zunächst als Kameraassistent und untergeordneter Kameramann beim Film. Seit 1957 war er Chefoperateur und betätigte sich ab 1960 auch mehrmals für amerikanische Auftraggeber. Er wurde in der Regel für verhältnismäßig ambitionierte Projekte herangezogen, darunter auch Rainer Erlers Seelenwanderung.
Gegen Ende der 1960er Jahre gründete Senftleben in Vaterstetten seine eigene Produktionsfirma GSF. Mit ihr stellte er vor allem Dokumentarfilme für das Fernsehen her.

## Filmografie
- 1957: Ein Stück vom Himmel
- 1958: C 12 H 22 O 11 – Auf den Spuren des Lebens (Kurzfilm)
- 1958: … und nichts als die Wahrheit
- 1958: Peter Voss, der Millionendieb
- 1959: Whisky, Wodka, Wienerin (Rendezvous in Wien)
- 1959: Menschen im Netz
- 1959: Tales of the Vikings (Fernsehserie, 1 Folge)
- 1959: Jacqueline
- 1959: Bezaubernde Arabella
- 1960: Die Frau am dunklen Fenster
- 1960: Schachnovelle
- 1960: Ingeborg
- 1960: Agatha, laß das Morden sein!
- 1961: Frage Sieben (Question 7)
- 1961: Der sichere Tip (TV)
- 1961: Der Traum von Lieschen Müller
- 1962: Die kleinen Füchse (TV)
- 1962: Seelenwanderung (TV)
- 1962: Alle Macht der Erde (TV)
- 1963: Bekenntnisse eines möblierten Herrn
- 1963: Die Geschichte vom Fischer und seiner Frau (TV)
- 1963: Kapitän Sindbad (Captain Sindbad)
- 1963: Das Unbrauchbare an Anna Winters (TV)
- 1963: Freundschaftsspiel (TV)
- 1963: Die Entscheidung (TV)
- 1963: Don Carlos – Infant von Spanien (TV)
- 1964: Erzähl mir nichts
- 1964: Emil und die Detektive (Emil and the Detectives)
- 1966: Gefahr im Tal der Tiger (Maya)
- 1966: Adrian der Tulpendieb (Fernsehserie)
- 1966: Die fünfte Kolonne (Fernsehserie, 1 Folge)
- 1966: Disneyland (Fernsehserie, 2 Folgen)
- 1966: Der schwarze Freitag (TV)
- 1966: Der geborgte Weihnachtsbaum (TV)
- 1967: Das Kriminalmuseum (Fernsehserie, 2 Folgen)
- 1967–1968: Maya (Fernsehserie, 18 Folgen)
- 1968: Wilhelmina (TV)
- 1968: Was Ihr wollt (TV)
- 1968: Peter und Sabine
- 1969: Glaube, Liebe, Hoffnung (TV)
- 1970: Am Ziel aller Träume (TV)
- 1970: Fall Regine Krause (TV)
- 1970: Das Kamel geht durch das Nadelöhr (TV)
- 1971: Gestrickte Spuren (TV)
- 1971: Der Kommissar (Fernsehserie, 1 Folge)